# Kichanie
Kichanie (reakcja odruchowa) – gwałtowne wypuszczenie powietrza z płuc w celu przeczyszczenia nosa; objaw nieżytów nosa (kataru) i gardła, alergii, podrażnienia błony śluzowej nosa lub nagłej ekspozycji na światło. Występuje u niektórych zwierząt, w tym u człowieka.
Podczas kichnięcia zamyka się krtań i kurczą mięśnie brzucha oraz mięśnie międzyżebrowe, powodując, iż w klatce piersiowej tworzy się nadciśnienie, które może wpłynąć chwilowo na rytmikę pracy serca – nie jest jednak w stanie tej pracy przerwać (nieprawdziwe jest zatem twierdzenie, jakoby podczas kichnięcia serce przestawało bić). Następnie, po otwarciu krtani, ciśnienie to powoduje, iż rozpylona "mgiełka" wyrzucana jest przez jamę ustną i nos z prędkością nawet 160 km/h, na odległość ok. 8 m (w przypadku człowieka).